# Вењов
Вењов (рус. Венёв) град је у Русији у Тулској области. Према попису становништва из 2010. у граду је живело 15224 становника.

## Становништво
| 1939. | 1959. | 1970. | 1979. | 1989.  | 2002.  | 2010.  |
| ----- | ----- | ----- | ----- | ------ | ------ | ------ |
| 5.600 | 6.261 | 5.893 | 7.124 | 13.243 | 16.167 | 15.224 |